# Sungai Air Putih
Sungai Air Putih is een bestuurslaag in het regentschap Indragiri Hulu van de provincie Riau, Indonesië. Sungai Air Putih telt 1255 inwoners (volkstelling 2010).